# Rio (Achaia)
Rio (griechisch Ρίο (n. sg.), ältere Bezeichnung Ρίον Rhion, lateinisch Rion) ist eine Stadt im Gemeindebezirk Rio der Gemeinde Patras in der Region Westgriechenland.

## Lage
Die Stadt liegt am gleichnamigen Kap an der Nordküste der Peloponnes in Griechenland. Die Meerenge von Rio-Andirrio (Στενό Ρίου-Αντίρριου) trennt den Golf von Patras im Westen vom Golf von Korinth im Osten. Südlich von Rio liegen die Stadt Patras und Kato Kastritsi, Akteo liegt östlich.

## Verwaltungsgeschichte
Von 1912 bis zur Gebietsreform 1997 zunächst als Agios Georgio Riou und ab 1982 unter der Bezeichnung Rio bildete die Kleinstadt gleichzeitig eine Landgemeinde. Diese wurde 1997 zusammen mit elf weiteren Landgemeinden zur damaligen Gemeinde Rio fusioniniert, mit der Stadt Rio als deren Verwaltungssitz. Anlässlich der Verwaltungsreform 2010 ging diese Gemeinde als Gemeindebezirk in der neu geschaffenen Gemeinde Patras auf, wo Rio einen Stadtbezirk Rio bildete. Unabhängig der Einwohnerzahl werden seit 2021 alle lokalen Gebietskörperschaften als Dimotiki Kinotita bezeichnet.

## Verkehr
Rio ist ein wichtiger Verkehrsknotenpunkt der Peloponnes. Hier treffen sich die Trassen der Autobahn 8 (vormals Ethniki Odos 8aa bzw. Ethniki Oddos 8) von Athen nach Patras mit der Ethniki Odos 5. Die Nationalstraße 5 ist dabei die Europastraße 55, die Autobahn 8 bzw. Nationalstraße 8a die Europastraße 94. Seit Sommer 2004 wird Rio auf der Peloponnes mit Andirrio in Ätolien-Akarnanien von der etwa 2.500 m langen Rio-Andirrio-Brücke verbunden.

## Sehenswürdigkeiten

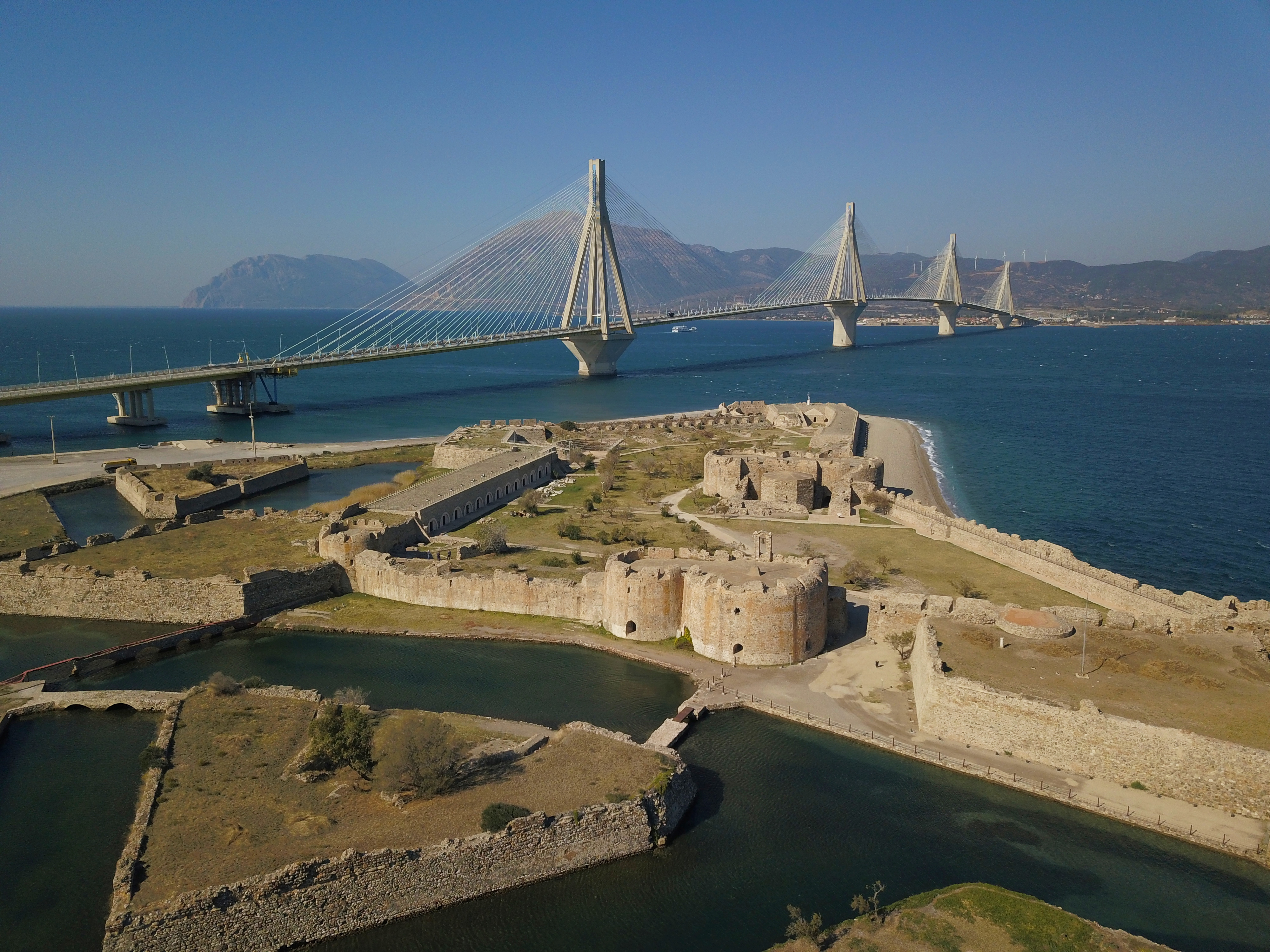
Die Festung Rio mit der Rio-Andirrio-Brücke

Unmittelbar östlich der Rio-Andirrio-Brücke befindet sich die Festung Rio. Die unter Bayezid II. 1499 errichtete Festung wurde 1687 von Francesco Morosini eingenommen und erhielt durch neue Bastionen und Verstärkung der Wälle ihre heutige Form. Nach der Griechischen Revolution diente die Festung als Militärgefängnis, auch während der deutschen Besatzung Griechenlands im Zweiten Weltkrieg.

## Sonstiges
Teile des Campus der Universität Patras und die Universitätsklinik liegen im Süden des Stadtbezirks Rio.